# Тарануха Михайло Васильович
Миха́йло Васи́льович Тарану́ха (4 листопада 1891, Кирилівка,  Тарасівська волость, Звенигородський повіт, Київська губернія — 10 грудня 1924, фр. Château de la Farinière, Сен-Мар-ла-Піль, Франція) — військовик, поручик.

## Життєпис

### Родина
Народився в православній сім'ї.

### Освіта
Успішно закінчив чоловічу гімназію у місті Златопіль (випуск 1910 року, атестат № 1009).

### Військова діяльність
16 вересня 1913 року, унтер-офіцер 9-го гусарського Київського генерал-фельдмаршала князя Миколи Рєпніна полку звільняється в запас армії по Єлисаветградському повіту, отримуючи чин прапорщика запасу армійської кавалерії.
З вибухом  Першої світової війни мобілізується в прапорщики армійської кавалерії та зараховується у 12-й драгунський Стародубський полк, у якому неодноразово відзначається у битвах, за що отримує державні нагороди.
31 серпня 1915 року як прапорщик 12-го драгунського Стародубського полку за відзнаку в битвах з ворогом отримує звання корнет з вислугою з 12 вересня 1914 року.
27 квітня 1916 року як корнет 12-го драгунського Стародубського полку отримує звання поручик з вислугою з 27 лютого 1916 року.
Після  Жовтневого перевороту 1917 року — учасник  Білого руху.

### Останні роки життя
Помер у фр. Château de la Farinière, Сен-Мар-ла-Піль, Франція 10 грудня 1924 року. Похований 11 грудня 1924 року.

## Нагороди
- Орден Святої Анни 4 ступеня з написом «За хоробрість» (25 квітня 1915 року затверджене нагородження командувачем 8-ю армією)[7];
- Орден Святої Анни 3 ступеня з мечами та бантом (30 червня 1915 року за відзнаку в битвах з ворогом)[8];
- Орден Святого Станіслава 3 ступеня з мечами та бантом (29 жовтня 1915 року затверджене нагородження командувачем 8-ю армією)[9].

## Зазначення
1. 1 2  Державний архів Кіровоградської області. Список учнів і сторонніх осіб, які витримали іспит зрілості в 1910 році. Ф. 499 опис 1 справа 582 С. 8 [Архівовано 2016-11-30 у Wayback Machine.](рос.)
2. ↑  Высочайшие приказы о чинах военных. 1913 г., 1 сентября — 31 декабря. Санкт-Петербург. 1913. С. 73(рос. дореф.)
3. ↑  Высочайшие приказы о чинах военных. 1915 г., 1 августа. Санкт-Петербург. 1915. С. 651(рос. дореф.)
4. ↑  Высочайшие приказы о чинах военных. 1916 г., 16 апр.- 19 мая. Санкт-Петербург. 1916. С. 559(рос. дореф.)
5. ↑  Волков, Сергей Владимирович База данных № 2: «Участники Белого движения в России». С. 28(рос.)
6. ↑  Незабытые могилы, Российское зарубежье некрологи 1917—1997 гг. 2006., Том 6, книга 2., Буквы Скр — Ф., С. 303 [Архівовано 21 травня 2017 у Wayback Machine.](рос.)
7. ↑  Высочайшие приказы о чинах военных. 1915 г., 1-30 апреля. Санкт-Петербург. 1915. С. 662(рос. дореф.)
8. ↑  Высочайшие приказы о чинах военных. 1915 г., 1-30 июня. Санкт-Петербург. 1915. С. 900(рос. дореф.)
9. ↑  Высочайшие приказы о чинах военных. 1915 г., 1-31 октября. Санкт-Петербург. 1915. С. 800(рос. дореф.)